# Hypotrachyna elongata
Hypotrachyna elongata är en lavart som beskrevs av Kurok. & K. H. Moon. Hypotrachyna elongata ingår i släktet Hypotrachyna och familjen Parmeliaceae.   Inga underarter finns listade i Catalogue of Life.